# Våningen ovanför
Våningen ovanför är en svensk kortfilm från 2024, regisserad av Tove Näsström som även skrivit manus. Filmen producerades av Samuel Olsson under 2022-23 och spelades in i Flurkmark och Umeå. Filmen bygger på artisten Kjell Höglunds sång Jag hör hur dom ligger med varandra i våningen ovanför.

## Handling
Filmen handlar om knullkompisarna Vera och Svante som har svårt att förmedla sina känslor för varandra och i stället uttrycker dem genom taffligt sex och olika flyktbeteenden.

## Rollista
De skådespelare som spelar i filmen är:
- Tove Näsström
- Charlie Petersson
- Göran Hansson
- Karin Larson

## Produktion
Berättelsen bygger på utdrag från Näsströms dagböcker - bland annat en tidigare KK-relation som komplicerades av kärlekskänslor - och har kombinerats med diverse fiktiva inslag.